# 水野義則
水野 義則（みずの よしのり、1971年8月11日 - ）は、日本の政治家。元愛知県尾張旭市長（2期）、元尾張旭市議会議員（4期）。

## 来歴
愛知県豊山町に生まれる。尾張旭市立東栄小学校、尾張旭市立東中学校、愛知県立旭丘高等学校卒業。1994年（平成6年）3月、名古屋大学工学部情報工学科卒業。同年、日本電気（NEC）系列グループの中部日本電気ソフトウェアに就職。
1999年（平成11年）4月に行われた尾張旭市議会議員選挙に出馬し初当選。2010年（平成22年）、議長に就任。2011年（平成23年）4月24日の市議選で4選。
2012年（平成24年）2月4日、谷口幸治尾張旭市長が病気を理由に辞職。2月6日、谷口は膵臓がんのため名古屋市内の病院で死去。これに伴って3月25日に行われた市長選挙に無所属で出馬。元市議の坂江章演、自民党が推薦する会社役員の佐藤勝美らを破り、初当選した。
※当日有権者数：63,774人 最終投票率：40.88%（前回比：－1.43pts）
| 候補者名 | 年齢 | 所属党派 | 新旧別 | 得票数   | 得票率 | 推薦・支持         |
| -------- | ---- | -------- | ------ | -------- | ------ | ------------------ |
| 水野義則 | 40   | 無所属   | 新     | 10,990票 | 42.81% |                    |
| 坂江章演 | 53   | 無所属   | 新     | 8,284票  | 32.27% |                    |
| 佐藤勝美 | 60   | 無所属   | 新     | 6,398票  | 24.92% | （推薦）自由民主党 |

2016年（平成28年）、無投票により再選。
2018年（平成30年）11月15日発売の「週刊文春」11月22日号において、市職員の女性と不適切な交際をしていたと写真入りで報じられる。水野は報道を全面否定していたが、11月28日、「道義的責任を取りたい」として市議会定例会で辞意を表明。同日夕方の記者会見で「相手方と500万円で示談にしたのは事実」と述べた。12月31日付で辞職。